# Frances Clevelandová
Frances Folsomová Clevelandová (21. července 1864 Buffalo, New York – 29. října 1947 Baltimore, Maryland) byla manželkou 22. prezidenta USA Grovera Clevelanda a v letech 1886 až 1889 a 1893 až 1897 vykonávala funkci první dámy USA.
Jedná se dosud o nejmladší první dámu USA, kterou se stala ve 21 letech (1886).
Narodila se v Buffalu do rodiny Oscara (1837–1875) a Emmy (1841–1915) Folsomových. Její jediná sestra Nellie (1871–1872) zemřela v kojeneckém věku. Po předčasné smrti otce při dopravní nehodě se jejím poručníkem stal Oscarův kolega a přítel Grover Cleveland. Frances vystudovala Wells College (kde je podle ní pojmenována Cleveland Hall) a po dosažení plnoletosti se za Clevelanda provdala. Byl to jediný případ v historii, kdy se americký prezident oženil během výkonu funkce, svatba se konala 2. července 1886 v Bílém domě.
Měli spolu pět dětí: Ruth (1891–1904), Esther (1893–1980), Marion (1895–1977), Richarda (1897–1974), a Francise (1903–1995). Nejstarší dcera Ruth zemřela ve dvanácti letech na záškrt. Druhorozená Esther je jediným dítětem, které se narodilo úřadujícímu prezidentovi USA. 
Mladá první dáma vzbuzovala ve své době mimořádnou pozornost moderním stylem oblékání a účesů, hojně napodobovaným pod názvem „à la Cleveland“. Po Clevelandově smrti se Frances v roce 1913 podruhé provdala za archeologa Thomase Prestona.